# Griechen in Rumänien
Die Griechen in Rumänien sind eine historische Minderheit. Zuweilen, wie in der Phanarioten-Ära, war diese Präsenz eine Hegemonie. Heutzutage gehören Griechen zu einer der Minderheiten Rumäniens.

## Geschichte

### Antike und Mittelalter
Die griechische Präsenz im heutigen Rumänien reicht bis in die Antike zurück. Die Griechen gründeten ab dem im 7. Jh. v. Chr. apoikiai (Kolonien) und Emporia (Handelsstationen) in und um die Dobrudscha. Kolonisten aus Milet gründeten im 5. Jh. v. Chr. die Hafenstadt Tomis. Obwohl die Kolonien für immer der Einmischung der Daker unterworfen waren, blühten sie auf, bis sie von König Burebista (Ende des 1. Jahrhunderts v. Chr.) erobert wurden. Unmittelbar danach und für die folgenden Jahrhunderte gerieten die griechischen Kolonien unter römische Herrschaft.
Im Mittelalter erstreckte sich das Byzantinische Reich bis zur nördlichen Donau und behielt praktisch bis zu seinem Verschwinden eine kulturelle Hegemonie.

### Frühe Neuzeit
Nach dem Zerfall des Byzantinischen Reiches und der Etablierung der osmanische Herrschaft, übernahmen Griechen den Rang der Fürsten der Moldau und der Walachei. Hinzu kam der Exodus byzantinischer Beamter und Bürger angesichts der Eroberung Konstantinopels 1453 durch die Osmanen.
Der rasche Wandel brachte ihnen viel Feindseligkeit gegenüber traditionellen Bojaren. Landbesitzer in einer rudimentären Wirtschaft, die daran gewöhnt waren, ein wichtiges Mitspracherecht bei politischen Entwicklungen zu haben, wurden in der neuen Struktur ihrer Stellung beraubt und den Einwanderern gegenüber bitter feindlich eingestellt. Dies war jedoch nicht der einzige bemerkenswerte Trend: Es gab zahlreiche Fälle rumänisch-griechischen ehelichen Verbindungen in den Fürstenkreisen, z. B. in der Cantacuzino-Familie.

### Die Phanarioten-Ära (18.–19. Jahrhundert)
Mit dem Aufkommen der Phanariotenherrschaft über die Fürstentümer der Donau im frühen 18. Jahrhundert wurde die griechische Kultur etabliert. Dies führte zur Kanalisierung von Energien in die Emanzipation von der osmanischen Herrschaft durch das Ansinnen, einen neobyzantinischen Staat auf dem gesamten Balkan zu gründen. Hinzu kam die Allgegenwart und Allmacht der griechischen Geistlichen auf allen Ebenen der religiösen Hierarchie, wobei viele Klöster direkt ähnlichen Institutionen in Griechenland unterstellt wurden.
Das Aufkommen des griechischen Nationalismus förderte in der Walachei und der Moldau Revolutionsbestrebungen sowie eine Allianz mit dem Russischen Kaiserreich. Die walachische Phase des griechischen Unabhängigkeitskrieges verzehrte sich in einem Konflikt zwischen dem ursprünglich unterstützenden anti-osmanischen Aufstand unter Tudor Vladimirescu und Filiki Etaireía, während das Fürstentum Moldau für eine begrenzte Zeit unter griechischer Besatzung war. Die Osmanen gingen letztlich den Forderungen der Revolutionsbewegung nach und beendeten 1822 das Phanariotensystem.

### 19. und 20. Jahrhundert
Mit der Zeit wurden die Griechen in die Gesellschaft des neu entstandenen rumänischen Staates integriert. Mit neuen Migrationstrends wurde Rumänien zu einem weniger wichtigen Ziel für im Exil lebende Griechen, wobei ethnische Griechen als Unternehmer, Zwischenhändler und insbesondere Seeleute insbesondere in der Schwarzmeerregion – speziell nach der Abtretung der Dobrudscha 1878 durch das Osmanische Reich an Rumänien – präsent waren.
Die Gemeinden waren größtenteils wohlhabend und unterhielten kulturelle Institutionen; sie zogen eine neue Welle von Migranten an. Eine größere Einwanderungswelle erfolgte Ende der 1940er Jahre im Zuge des Griechischen Bürgerkriegs. Diese Situation wurde vom kommunistischen Rumänien in Frage gestellt. Die meisten Organisationen und viele Einzelpersonen wurden beschlagnahmt, und viele griechische Bürger wurden inhaftiert oder zu Zwangsarbeit am Donau-Schwarzmeer-Kanal verurteilt.

## Gegenwärtige Situation
Zu den Städten und Gemeinden in Rumänien mit dem höchsten Anteil an Griechen ab 2011 gehört Izvoarele (gr. Ιζβοάρελε; 43,82 %) und Sulina (gr. Σουλινάς; 1,69 %) bei Tulcea.
Laut der rumänischen Volkszählung von 2002 zählte die griechische Gemeinde 6472 Personen, von denen die meisten in Bukarest und Umgebung leben. Als Nächstes folgen die Region Tulcea und Constanța sowie die Gebiete in und um Brăila und Galați. Nach Angaben des Generalsekretariats für Griechen im Ausland (eine Behörde, die zum griechischen Außenministerium gehört) zählt die griechische Gemeinschaft in Rumänien 14.000.
Die 1990 gegründete Hellenische Union Rumäniens (Uniunea Elenă din România) vertritt die politischen und kulturellen Belange der rumänische Griechen, insbesondere durch die Bereitstellung ihrer Vertreter in der rumänischen Abgeordnetenkammer.